# Гаражна економіка
Гаражна економіка — дрібне неформальне виробництво, яке не потрапляє на радари державної статистики, але добре відоме мешканцям на побутовому рівні.
Термін введено в науковий обіг експертами фонду підтримки соціальних досліджень "Хамовники" (РФ).
Праця «гаражників», які представляють собою класичних ремісників, — це промислова діяльність, спрямована на самозабезпечення, а не на накопичення.
За оцінками Олександра Павлова і Сергія Селєєва, у великих, але незаможних містах РФ у гаражну економіку в середньому включено 15 % працездатного населення.